# Edit Herczog
Dans le nom hongrois Herczog Edit, le nom de famille précède le prénom, mais cet article utilise l’ordre habituel en français Edit Herczog, où le prénom précède le nom.
Edit Herczog, née à Budapest le 5 mai 1961, est une femme politique hongroise membre du Parti socialiste hongrois et députée au Parlement européen de 2004 à 2014.